# 柳田剛
柳田 剛（やなぎだ たけし、1972年7月 - ）は、日本の化学工学者、東京大学大学院工学系研究科教授。愛知県生まれ。

## 学歴
- 1995年 大阪府立大学工学部化学工学科卒業[1]
- 1997年 大阪府立大学大学院工学研究科物質系専攻修了[1]
- 2002年 ティーサイド大学、Ph.D.[1]

## 職歴
- 1997年 松下電工株式会社中央研究所入所[1]
- 2003年 日本学術振興会特別研究員[1]
- 2005年 大阪大学産業科学研究所助手[1]
- 2007年 大阪大学産業科学研究所助教[1]
- 2009年 科学技術振興機構さきがけ研究者[2]
- 2010年 大阪大学産業科学研究所准教授[1]
- 2015年 九州大学先導物質化学研究所教授[2]
- 2018年 九州大学先導物質化学研究所主幹教授[2]
- 2020年 東京大学大学院工学系研究科応用化学専攻教授[2]

## 研究分野
- 機能材料科学、ナノ構造

## 受賞
- 粉体工学会 Best Presentation賞、ISSP Poster Award、日本粉体工業技術協会研究奨励賞、ナノ学会若手優秀発表賞[1]、船井学術賞（2011年）等[3]